# ISO 3166-2:MP
Kódy ISO 3166-2 pro Severní Mariany neidentifikují žádné regiony (stav v roce 2015).